# Lamprosema distincta
Lamprosema distincta is een vlinder uit de familie van de grasmotten (Crambidae), uit de onderfamilie van de Spilomelinae. De wetenschappelijke naam van deze soort is voor het eerst gepubliceerd in 1901 door William James Kaye.
De soort komt voor in Trinidad.